# Ladder Golf
Ladder Golf jest grą zręcznościową polegającą na rzucaniu bolami (połączonymi sznurkiem piłeczkami golfowymi) na ramkę z trzema szczeblami. W zależności od szczebla, na którym zaczepiła się bola, gracz otrzymuje różną liczbę punktów. Celem gry jest zdobycie 21 punktów.

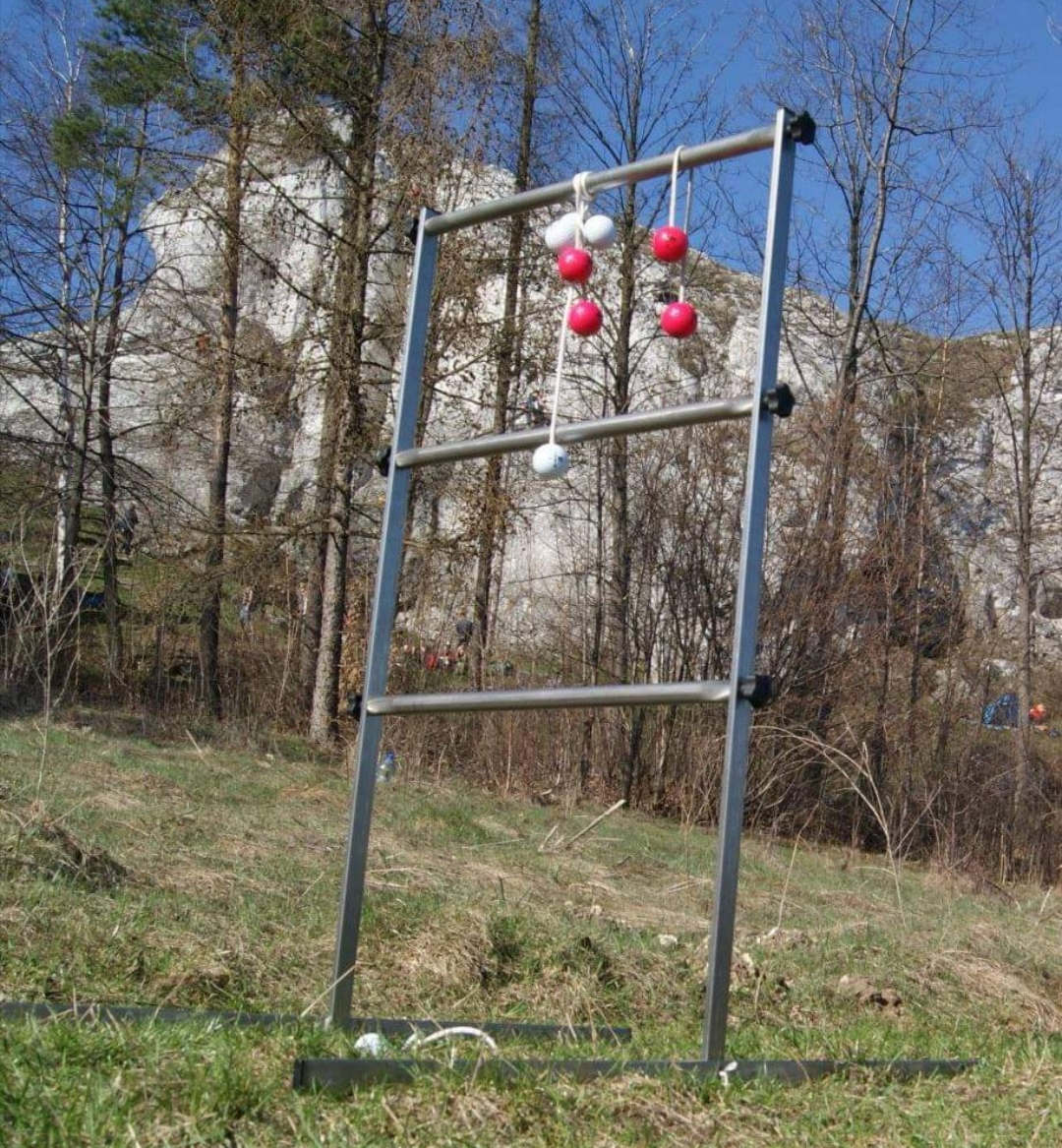

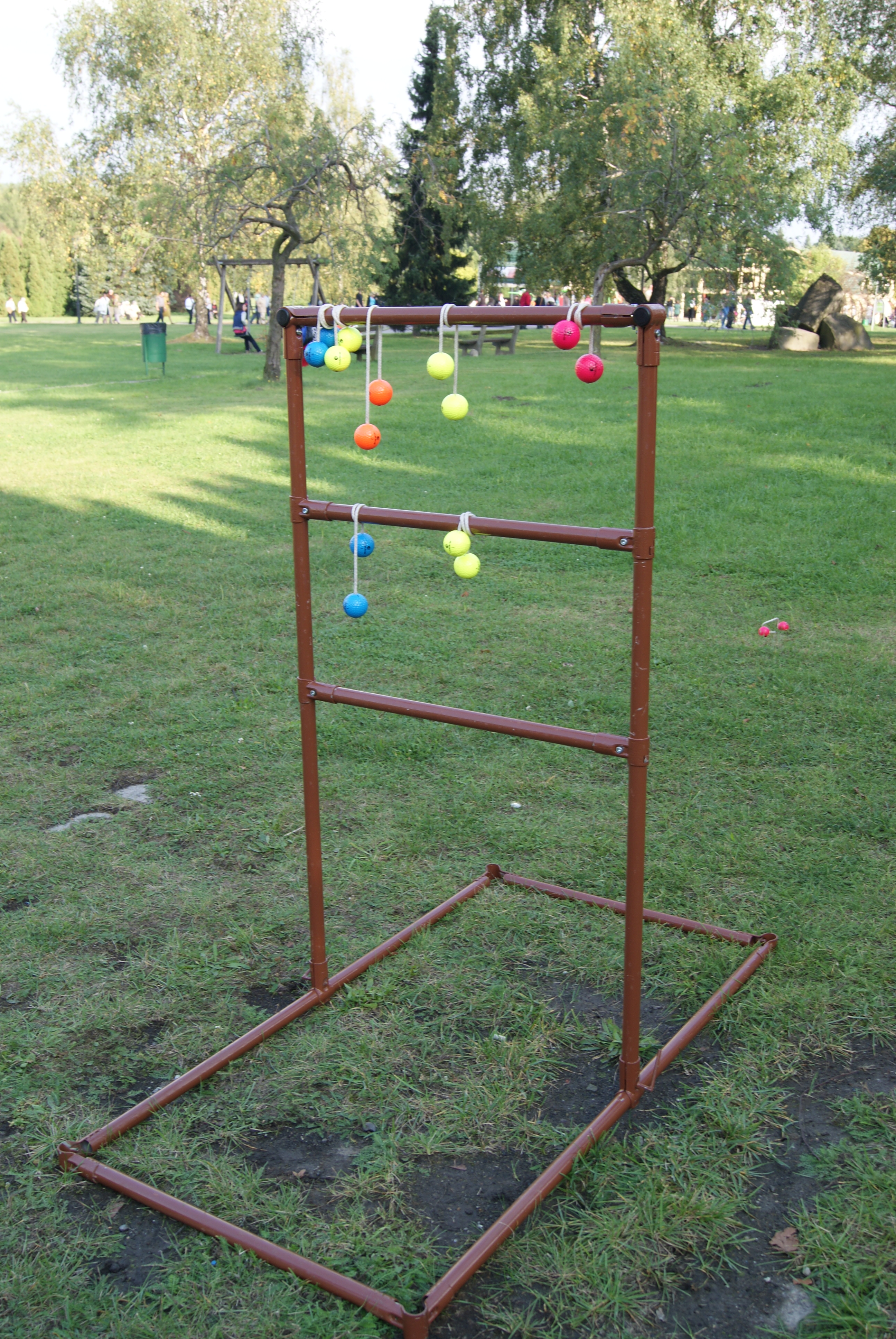
Ramka i bole

## Historia
Ladder Golf rozpowszechnił się na początku lat dziewięćdziesiątych na polach kempingowych w USA. W 2001 roku listonosz Robert G. Reid opatentował grę, a cztery lata później sprzedał patent firmie Ladder Golf LLC, która rozpoczęła jej produkcję. W kwietniu 2005 roku odbył się pierwszy turniej w Ladder Golfa, w którym brały udział 32 drużyny.

## Zasady

### Początek rozgrywki
W rozgrywce mogą brać udział dwie, trzy lub cztery osoby, względnie drużyny. Uczestnicy między sobą, np. w drodze losowania, wybierają osobę, która rozpocznie grę. Każdy gracz ma do dyspozycji trzy bola, które musi wyrzucić w kierunku ramki licząc na to, że zaczepią się na którymś z trzech szczebli. Po tej czynności gracz odchodzi na bok, a druga osoba rzuca swoje bola. Technika rzutu jest dowolna, można rzucać z dołu, z góry, z boku, jedną bądź dwiema dłońmi. Po zakończeniu tury czyli wtedy, kiedy już wszyscy zawodnicy rzucą swoimi bolami następuje podliczenie punktów. Każdy z graczy ma bola w innym kolorze, dlatego liczenie punktów nie sprawia trudności.

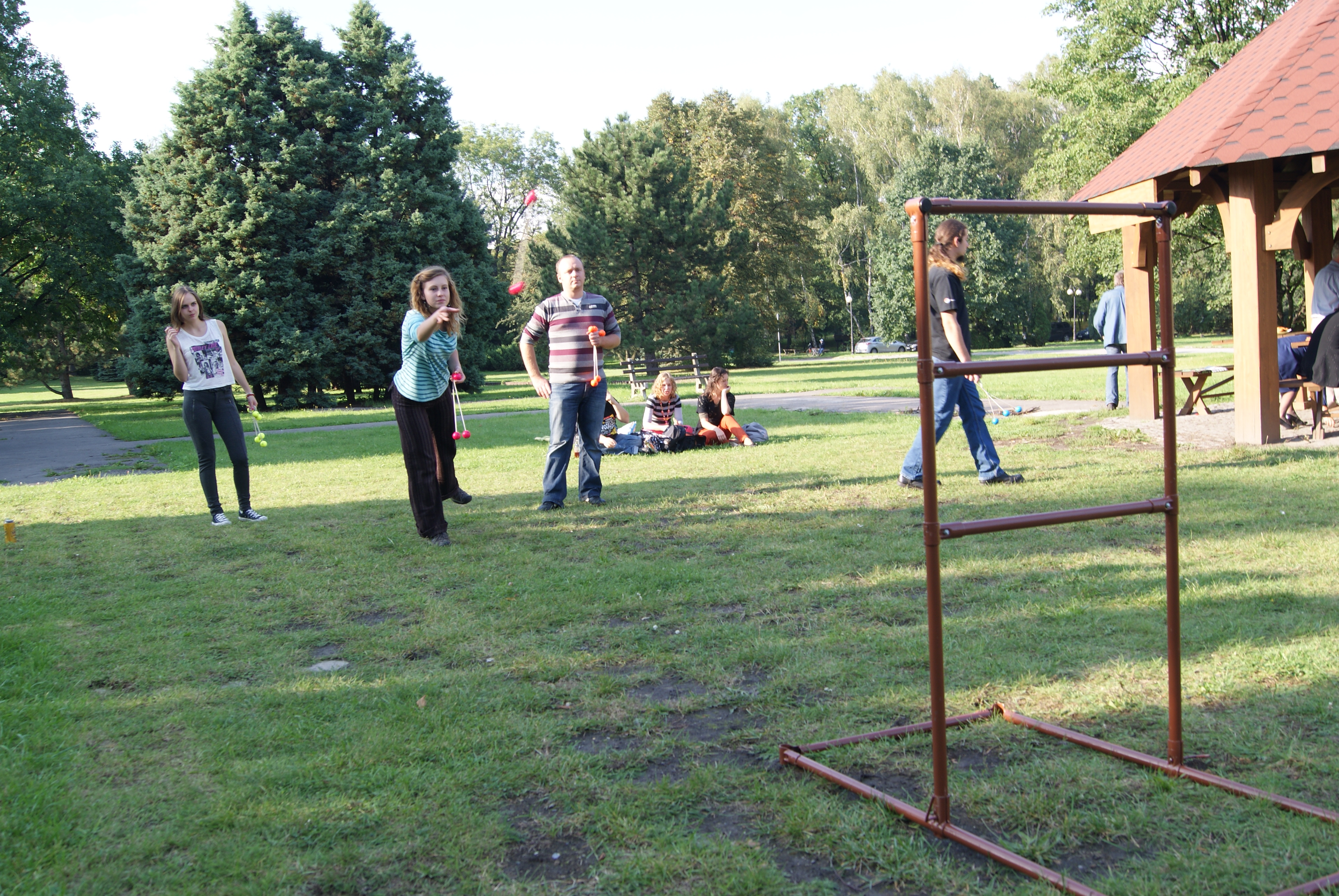
Technika rzutu jest dowolna.

### Punktacja
Każdemu szczeblowi ramki przypisana jest inna punktacja:
- górny szczebel: 3 punkty
- środkowy szczebel: 2 punkty
- dolny szczebel: 1 punkt

Punkty dostaje się tylko za te bola, które wiszą na szczeblach. Te, które w ogóle się nie zaczepiły bądź zostały strącone przez następnego gracza nie są brane pod uwagę.

### Następne tury
Następną turę zaczyna gracz, który w poprzedniej zdobył największą liczbę punktów. W przypadku gdy kilka osób zdobyło jednakową liczbę punktów, pierwszy rzuca ten, który w poprzedniej turze rzucał później. 

### Zakończenie
Wygrywa osoba, która jako pierwsza zdobędzie równe 21 punktów. Jeśli gracz ma np. 20 punktów i rzuci bola na szczebel za 2 punkty może czekać na następną turę i wtedy znów spróbować lub starać się rzucić 1 punkt i mieć nadzieję, że któryś z przeciwników przypadkowo strąci jego bola ze szczebla za 2 punkty. Jeśli któryś z uczestników gry zdobędzie 21 punktów musi poczekać do końca tury bo jeden z jego przeciwników również może zdobyć w tej turze 21 punktów. W przypadku remisu zawodnicy, którzy zdobyli 21 punktów rozgrywają dodatkową turę, w której wygrywa ten kto uzyska dwupunktową przewagę nad przeciwnikiem. W przypadku kolejnego remisu lub przewagi tylko jednego punktu, potrzebna jest kolejna tura. I tak do skutku.

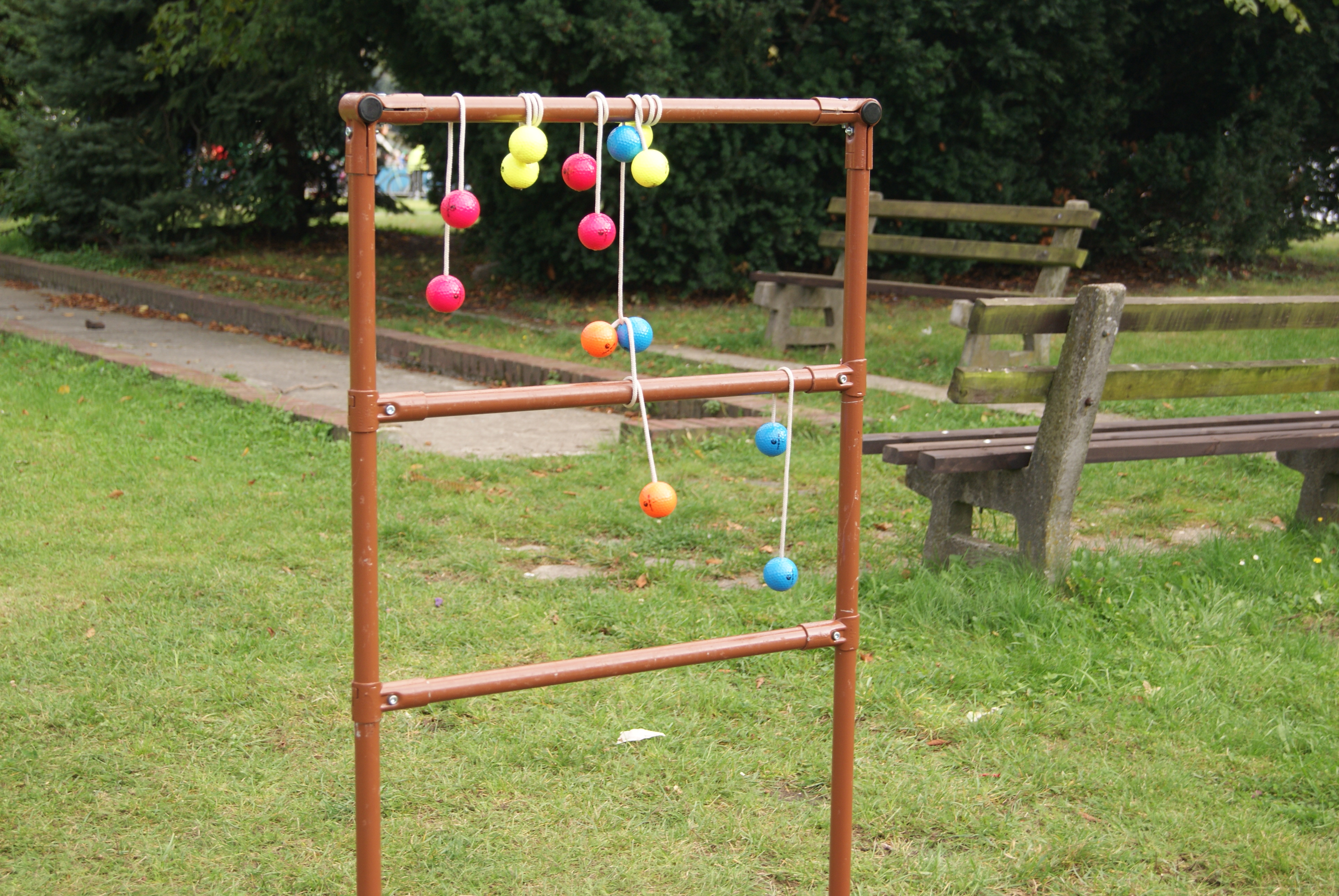
W tym przypadku gracz rzucający pomarańczowymi bolami (zgodnie z zasadą przyznawania punktów w sytuacjach spornych na korzyść rzucającego) dostaje trzy punkty.

### Premie i sytuacje nadzwyczajne
Za rzucenie wszystkich swoich boli na tylko jeden, obojętnie jaki szczebel przewidziany jest jeden dodatkowy punkt. Tak samo jak w przypadku zaczepieniu trzech boli na każdym ze szczebli osobno. Z premii punktowych nie można zrezygnować.
Jeśli jedna bola zaczepi się na np. górnym szczeblu, a inna na tej poprzedniej boli bez kontaktu z górnym szczeblem  przyznawane są 3 punkty tak jakby druga bola też zawisła na górnym szczeblu. Jeśli bola po rzucie odbije się od podłoża i zaczepi na którymś ze szczebli punkty przyznawane są w taki sam sposób jak przy normalnym rzucie. W sytuacjach spornych, punkty przyznaje się na korzyść rzucającego.

### Zachowanie zawodników
Podczas gry dozwolone jest rozpraszanie przeciwników. Natomiast kategorycznie zabronione jest zasłanianie ramki, dotykanie i szturchanie przeciwnika lub wchodzenie na obszar między ramką a rzucającym.
Do ramki można podejść dopiero po skończonej turze.

## Szczegóły techniczne
Ramkę należy ustawić w odległości 5 metrów od miejsca rzucania. Nie ma jednoznacznie określonych rozmiarów ramki i boli jednak nieoficjalnie przyjęto, że odległość między piłeczkami bola powinna wynosić 33 cm, tak samo jak odległość pomiędzy szczeblami. Szerokość i wysokość ramki może być dowolna jednak przeważnie jest to ok. 60 cm szerokości i ok. 100 cm wysokości.